# Rhyacophila narvae
Rhyacophila narvae là một loài Trichoptera trong họ Rhyacophilidae.Loài này được tìm thấy ở vùng sinh thái Palearctic và Nearctic.